# Nephila komaci
Nephila komaci – gatunek pająka z rodzaju Nephila opisany w 2009 roku. Występuje w Południowej Afryce (Maputaland), Tanzanii i na Madagaskarze (dwie ostatnie lokalizacje ustalone na podstawie opisu eksponatów muzealnych). W momencie opisania największy znany pająk tkający sieci.
Samice mają korpus wielkości od 32,9 do 39,7 mm, z czego głowotułów, w czerwono-czarnym kolorze, mierzy ok. 14 mm długości, ok. 11 mm szerokości oraz 9 mm wysokości. Karapaks pokrywają cienkie, białe włoski. Rozpiętość odnóży może dochodzić do 12 cm. Korpus samca mierzy około 9 mm (na podstawie pomiaru jednego osobnika), a jego głowotułów ma 4 mm długości, ok. 3 mm szerokości i ok. 2 mm wysokości. Samce N. komaci są stosunkowo duże, w związku z czym dymorfizm płciowy przejawiający się różnicą rozmiarów (SSD) jest mniej wyraźny niż u wielu innych przedstawicieli rodzaju Nephila. Samice osiągają ponad czterokrotnie większe rozmiary niż samce, podczas gdy według definicji Kuntnera i Coddingtona skrajny dymorfizm występuje u pająków, u których przedstawiciele jednej z płci są co najmniej pięciokrotnie więksi od drugiej. Sieć tkana przez tego pająka może osiągać ponad jeden metr średnicy.

## Odkrycie
Kuntner napotkał gatunek po raz pierwszy w 2000 roku, podczas badania zbiorów entomologicznych Plant Protection Research Institute w Pretorii, gdzie znalazł zakonserwowaną w etanolu samicę, która nie pasowała do opisu żadnego znanego gatunku. W kolejnych latach, z innymi badaczami, zorganizował on kilka wypraw badawczych w celu odnalezienia pająka, jednak bez powodzenia. Kilka lat później jego kolega odnalazł dwie samice i samca w Tembe Elephant Park w RPA, co pozwoliło na pełne opisanie gatunku. Kuntner nazwał gatunek na cześć swojego bliskiego przyjaciela – Andreja Komaca, który zginął w wypadku. N. komaci jest pierwszym od 1879 roku nowo odkrytym gatunkiem z rodzaju Nephila. Według przeprowadzonej przez Kuntnera i Coddingtona analizy filogenetycznej N. komaci stanowi takson siostrzany dla N. turneri.
Podczas kolejnych wypraw Kutner nie odnalazł więcej żywych osobników (ani w RPA, ani na Madagaskarze), wobec czego spekuluje on, że gatunek może być rzadki i zagrożony, ponieważ jego naturalny habitat, lasy na wybrzeżu Maputalandu, kurczy się. Nie wyklucza także, że pająk może bytować w wyższych partiach lasu, gdzie trudniej go wyśledzić.